# Pseudothyridium deplanatum
Pseudothyridium deplanatum är en skalbaggsart som beskrevs av Ohaus 1912. Pseudothyridium deplanatum ingår i släktet Pseudothyridium och familjen Rutelidae. Inga underarter finns listade i Catalogue of Life.